# P-66
P-66 je oznaka za čoln, ki je bil za slovensko Policijo izdelan v ladjedelnici Vittoria v Adrii pri Rovigu v Italiji.
Čoln je v Slovenijo prispel 30. julija 2003, stal pa je 176,5 milijon slovenskih tolarjev.